# Shell Jugendstudie
Die Shell Jugendstudie ist eine empirische Untersuchung der Einstellungen, Werte, Gewohnheiten und des Sozialverhaltens von Jugendlichen in Deutschland, die vom Mineralölkonzern Shell seit 1953 herausgegeben wird. Sie hat sich in den letzten Jahrzehnten als ein Bestandteil einer umfassenden Sozialberichterstattung etabliert und wird in Fachkreisen als Referenzwerk wahrgenommen.
Im Abstand von etwa vier Jahren wird die Studie bei einem Wissenschaftlerteam in Auftrag gegeben. Seit der 14. Studie 2002 wird sie von Wissenschaftlern der Universität Bielefeld durchgeführt. Die empirischen Erhebungen wurden durch TNS Infratest Sozialforschung (heute Kantar Public) durchgeführt, bestehend aus Repräsentativerhebungen der 12- bis 25-jährigen Bevölkerung in Deutschland, die durch 20 biografische Porträts von Jugendlichen der gleichen Altersgruppe ergänzt werden. Die 14. (2002) und 15. (2006) Studie wurde von Klaus Hurrelmann geleitet, der auch die „kleine Schwester“ nach dem Vorbild der Shell-Studie, die World Vision Kinderstudien über Kinder bis elf Jahren mit ähnlicher Thematik im Auftrag von World Vision Deutschland seit 2007 leitet. Für die 16. (2010), 17. (2015), 18. (2019) und 19. (2024) Studie zeichnet sein Bielefelder Kollege Mathias Albert gemeinsam mit Klaus Hurrelmann und Gudrun Quenzel verantwortlich.

## Begrifflichkeit
Im Zusammenhang mit den Shell-Studien werden die Begriffe „Jugend“ „Jugendliche“, „Jungen und Mädchen“, aber auch „junge Männer“ und „junge Frauen“ benutzt. Für die Jugendstudie 2019 wurden 2572 „Jugendliche“ (Bezeichnung des Personenkreises durch die Herausgeber der Studie) zwischen 12 und 25 Jahren in Deutschland befragt.
Der Sprachgebrauch der für die Studien verantwortlichen Soziologen ist nicht deckungsgleich mit dem von Juristen. Im Sinne des § 1 des Jugendschutzgesetzes und des Jugendgerichtsgesetzes gelten 12- bis 13-Jährige als „Kinder“, 18- bis 20-Jährige als „Heranwachsende“ und Personen ab 21 Jahren als „Erwachsene“. Nur 14- bis 17-Jährige gelten in Deutschland im rechtlichen Sinn als „Jugendliche“. Eine leicht abweichende, aber gebräuchliche Definition der Begriffe findet sich in § 7 Kinder- und Jugendhilfegesetz (SGB VIII): Unter 14-Jährige gelten als „Kind“, 14- bis 17-Jährige als „Jugendliche“, 18- bis 26-Jährige als „junge Volljährige“ und die gesamte Gruppe der unter 27-Jährigen als „junge Menschen“.
Kinder und Jugendliche gelten als Minderjährige, Personen ab dem 18. Geburtstag als Volljährige. Aussagen der Jugendstudien beziehen sich also sowohl auf Personen mit eingeschränkten Rechten als auch auf Personen mit voller Handlungsfreiheit im Sinne des Art. 2 GG.
| Begriff         | 0     | 1     | 2     | 3     | 4     | 5     | 6        | 7        | 8        | 9        | 10    | 11    | 12      | 13      | 14    | 15    | 16    | 17    | 18                      | 19                      | 20                      | 21                      | 22                      | 23                      | 24                      | 25                      | 26                      | 27   | 28   | 29   |
| Säugling        | ja    | nein  | nein  | nein  | nein  | nein  | nein     | nein     | nein     | nein     | nein  | nein  | nein    | nein    | nein  | nein  | nein  | nein  | nein                    | nein                    | nein                    | nein                    | nein                    | nein                    | nein                    | nein                    | nein                    | nein | nein | nein |
| Kleinkind       | teils | ja    | ja    | teils | teils | teils | teils    | nein     | nein     | nein     | nein  | nein  | nein    | nein    | nein  | nein  | nein  | nein  | nein                    | nein                    | nein                    | nein                    | nein                    | nein                    | nein                    | nein                    | nein                    | nein | nein | nein |
| Kind            | ja    | ja    | ja    | ja    | ja    | ja    | ja       | ja       | ja       | ja       | ja    | ja    | teils   | teils   | teils | teils | teils | teils | nein                    | nein                    | nein                    | nein                    | nein                    | nein                    | nein                    | nein                    | nein                    | nein | nein | nein |
| Kindheit        | nein  | nein  | nein  | frühe | frühe | frühe | mittlere | mittlere | mittlere | mittlere | späte | späte | späte   | späte   | nein  | nein  | nein  | nein  | nein                    | nein                    | nein                    | nein                    | nein                    | nein                    | nein                    | nein                    | nein                    | nein | nein | nein |
| Schulkind       | nein  | nein  | nein  | nein  | nein  | nein  | ja       | ja       | ja       | ja       | ja    | ja    | ja      | ja      | ja    | ja    | teils | teils | nein                    | nein                    | nein                    | nein                    | nein                    | nein                    | nein                    | nein                    | nein                    | nein | nein | nein |
| Jugend (Shell)  | nein  | nein  | nein  | nein  | nein  | nein  | nein     | nein     | nein     | nein     | nein  | nein  | ja      | ja      | ja    | ja    | ja    | ja    | ja                      | ja                      | ja                      | ja                      | ja                      | ja                      | ja                      | nein                    | nein                    | nein | nein | nein |
| Jugend (UN)     | nein  | nein  | nein  | nein  | nein  | nein  | nein     | nein     | nein     | nein     | nein  | nein  | nein    | teils   | teils | ja    | ja    | ja    | ja                      | ja                      | teils                   | teils                   | teils                   | teils                   | teils                   | nein                    | nein                    | nein | nein | nein |
| jugendlich      | nein  | nein  | nein  | nein  | nein  | nein  | nein     | nein     | nein     | nein     | nein  | nein  | nein    | nein    | ja    | ja    | ja    | ja    | teils                   | teils                   | teils                   | nein                    | nein                    | nein                    | nein                    | nein                    | nein                    | nein | nein | nein |
| Teenager        | nein  | nein  | nein  | nein  | nein  | nein  | nein     | nein     | nein     | nein     | nein  | nein  | nein    | ja      | ja    | ja    | ja    | ja    | ja                      | ja                      | nein                    | nein                    | nein                    | nein                    | nein                    | nein                    | nein                    | nein | nein | nein |
| Schutzalter     | ja    | ja    | ja    | ja    | ja    | ja    | ja       | ja       | ja       | ja       | ja    | ja    | ja      | ja      | teils | teils | teils | teils | nein                    | nein                    | nein                    | nein                    | nein                    | nein                    | nein                    | nein                    | nein                    | nein | nein | nein |
| minderjährig    | ja    | ja    | ja    | ja    | ja    | ja    | ja       | ja       | ja       | ja       | ja    | ja    | ja      | ja      | ja    | ja    | ja    | ja    | nein                    | nein                    | nein                    | nein                    | nein                    | nein                    | nein                    | nein                    | nein                    | nein | nein | nein |
| Kindergeld      | ja    | ja    | ja    | ja    | ja    | ja    | ja       | ja       | ja       | ja       | ja    | ja    | ja      | ja      | ja    | ja    | ja    | ja    | teils                   | teils                   | teils                   | teils                   | teils                   | teils                   | teils                   | ehemals                 | ehemals                 | nein | nein | nein |
| jung            | teils | teils | teils | teils | teils | teils | teils    | teils    | teils    | teils    | ja    | ja    | ja      | ja      | ja    | ja    | ja    | ja    | teils                   | teils                   | teils                   | teils                   | teils                   | teils                   | teils                   | teils                   | teils                   | nein | nein | nein |
| geschäftsfähig  | nein  | nein  | nein  | nein  | nein  | nein  | nein     | teils    | teils    | teils    | teils | teils | teils   | teils   | teils | teils | teils | teils | ja                      | ja                      | ja                      | ja                      | ja                      | ja                      | ja                      | ja                      | ja                      | ja   | ja   | ja   |
| religionsmündig | nein  | nein  | nein  | nein  | nein  | nein  | nein     | nein     | nein     | nein     | teils | teils | teils   | teils   | ja    | ja    | ja    | ja    | ja                      | ja                      | ja                      | ja                      | ja                      | ja                      | ja                      | ja                      | ja                      | ja   | ja   | ja   |
| strafmündig     | nein  | nein  | nein  | nein  | nein  | nein  | nein     | nein     | nein     | nein     | nein  | nein  | ehemals | ehemals | teils | teils | teils | teils | ja                      | ja                      | ja                      | voll                    | voll                    | voll                    | voll                    | voll                    | voll                    | voll | voll | voll |
| sexualmündig    | nein  | nein  | nein  | nein  | nein  | nein  | nein     | nein     | nein     | nein     | nein  | nein  | nein    | nein    | teils | teils | teils | teils | ja                      | ja                      | ja                      | voll                    | voll                    | voll                    | voll                    | voll                    | voll                    | voll | voll | voll |
| Alkohol         | nein  | nein  | nein  | nein  | nein  | nein  | nein     | nein     | nein     | nein     | nein  | nein  | nein    | nein    | teils | teils | teils | teils | ja                      | ja                      | ja                      | ja                      | ja                      | ja                      | ja                      | ja                      | ja                      | ja   | ja   | ja   |
| volljährig      | nein  | nein  | nein  | nein  | nein  | nein  | nein     | nein     | nein     | nein     | nein  | nein  | nein    | nein    | nein  | nein  | nein  | nein  | ja, junger Volljähriger | ja, junger Volljähriger | ja, junger Volljähriger | ja, junger Volljähriger | ja, junger Volljähriger | ja, junger Volljähriger | ja, junger Volljähriger | ja, junger Volljähriger | ja, junger Volljähriger | ja   | ja   | ja   |
| heranwachsend   | nein  | nein  | nein  | nein  | nein  | nein  | nein     | nein     | nein     | nein     | nein  | nein  | nein    | nein    | nein  | nein  | nein  | nein  | ja                      | ja                      | ja                      | nein                    | nein                    | nein                    | nein                    | nein                    | nein                    | nein | nein | nein |
| FSK/USK         | 0     | 0     | 0     | 0     | 0     | 0     | 6        | 6        | 6        | 6        | 6     | 6     | 12      | 12      | 12    | 12    | 16    | 16    | 18                      | 18                      | 18                      | 18                      | 18                      | 18                      | 18                      | 18                      | 18                      | 18   | 18   | 18   |

## Aussagen einzelner Studien

### Jugend 2006: Eine pragmatische Generation unter Druck
Die Studie dokumentiert eine große Angst der Jugendlichen in Deutschland vor dem sozialen Abstieg. Im Vorfeld der weltweiten Finanzkrise herrscht hoher Pessimismus im Blick auf die Zukunft vor. Mit einer guten Bildung wollen sich die Jugendlichen vor dem Abstieg sichern. Dabei entstehen große Unterschiede der Geschlechter im Blick auf die Bildungsziele. Mädchen haben kreativeres Verhalten in der Freizeit. Dabei kombinieren sie häufig mediale Reize mit Aktivitäten für alle Sinne. Sie streben signifikant häufiger als Jungen eine anspruchsvollere Bildung mit Abitur als Fernziel an und zeigen mehr Ehrgeiz als Jungen, bei denen die ständige Beschäftigung mit elektronischen Medien im Vordergrund steht. Junge Männer können sich nur selten eine Arbeitsteilung mit einer Partnerin vorstellen und fixieren sich stattdessen auf Karriere und ein traditionelles Männerbild, ohne darauf viel Ehrgeiz zu verwenden. Sie vertrauen auf die männliche Vormachtstellung für beruflichen Erfolg und als Familienernährer. Junge Frauen zeigen mehr Ehrgeiz und schulische Erfolge. Nur noch 20 Prozent sind dem traditionellen Familienbild der „drei K: Kinder, Küche und Kirche“ verhaftet. Inzwischen steht neben diesen der eigene Wunsch nach Karriere. Insgesamt macht diese Einstellung die jungen Frauen resistenter gegen Krisenerfahrungen.

### Jugend 2010: Eine pragmatische Generation behauptet sich
Gegenüber der Studie von 2006 erhöhte sich die Zahl der optimistischen Jugendlichen erheblich. Die Jugendlichen erahnen die sich verbessernde Lage am Ausbildungs- und Arbeitsmarkt. Dieser Trend ist jedoch sozial unterschiedlich ausgeprägt. Die Studie stellte eine Verschärfung der Kluft zwischen arm und reich fest, wie sie sich auch in der World Vision Kinderstudie gezeigt hat. Während die drei Viertel materiell mindestens einigermaßen gesicherten Jugendlichen überwiegend optimistisch sind, sind bei den Jugendlichen aus benachteiligten Familien nur 33 Prozent optimistisch (2 Prozent weniger als 2006 und 7 Prozent weniger als 2002). Der Bildungserfolg hängt in keinem anderen Land so stark von der Herkunft ab, wie in der Bundesrepublik. Junge Frauen haben bessere Chancen auf gute Bildungsabschlüsse als männliche Jugendliche. Die Jugendlichen – besonders die jüngeren – sind politischer geworden: 38 % der Befragten ordnete sich dem linken Lager zu, 29 % der Mitte und 18 % sahen sich selbst rechts der Mitte. Lediglich 14 % gaben an, politisch nicht positioniert zu sein. Soziales Engagement ist vor allem bei Kindern von gebildeten oder wohlhabenden Familien verbreitet.

### Jugend 2015: Eine pragmatische Generation im Aufbruch
Befunde der 17. Shell Jugendstudie weisen auf erste Veränderungen bei der aktuellen Jugendgeneration hin. Sie befindet sich nach der Analyse von Klaus Hurrelmann im Übergang von der Generation Y mit einer pragmatischen, sondierenden Haltung und großer Zukunftssorge zu einer neuen Generationsgestalt, die selbstbewusster und „relaxter“ ist („Generation R“). Ein Symptom dafür ist laut Hurrelmann das weiter angestiegene politische Interesse. Anders als in den vorangehenden Studien vollzieht sich diese Öffnung vor dem Hintergrund einer grundsätzlich positiven Beurteilung der Lage und der Zukunft der Gesellschaft. Es scheint für Jugendliche wieder perspektivreicher zu werden, bei gesellschaftlichen Gestaltungsfragen auf dem Laufenden zu sein und gegebenenfalls auch an Gestaltungsprozessen mitzuwirken. Zugleich hat sich die Sicht Jugendlicher auf die Gesellschaft und die eigene Lebensführung vertieft. Respekt (gegenüber Kultur und eigener Tradition), Anerkennung (der Vielfalt der Menschen) und Bewusstheit (für Umwelt und Gesundheit) sind dabei wichtig.
Der Optimismus der Jugendlichen in Deutschland ist hoch. 61 % blicken optimistisch in die eigene Zukunft, 36 % gemischt „mal so, mal so“ und nur 3,7 % eher düster. Damit erhöht sich der Anteil der optimistischen Jugendlichen gegenüber 2010 (59 %) noch einmal leicht und lässt den entsprechenden Wert aus 2006 (50 %) weit hinter sich.
Von dieser steigenden Zuversicht profitieren Jugendliche aus der sozial schwächsten Schicht allerdings erneut nicht. Wie schon 2010 äußert sich von ihnen nur ein Drittel (33 %) optimistisch hinsichtlich der eigenen Zukunft. Leicht rückläufig ist auch der Optimismus in der unteren Mittelschicht von 56 % im Jahr 2010 auf 52 % im Jahr 2015. Die soziale Spaltung in 80 % mehr oder weniger gut positionierte und fast 20 % sozial „abgehängte“ Jugendliche hat sich nach Einschätzung von Klaus Hurrelmann und seinen Mitautorinnen und Mitautoren verfestigt.
Bemerkenswert ist, dass erstmals eine Mehrheit der Jugendlichen die gesellschaftliche Zukunft optimistisch beurteilt. Nach einem Tiefpunkt 2006 (43 %) setzt sich die Trendwende aus dem Jahr 2010 (47 %) fort, so dass 2015 mit 52 % erstmals seit den 1990er Jahren eine leichte Mehrheit der Jugendlichen zuversichtlich auf die Zukunft der Gesellschaft blickt. Hier besitzt die soziale Herkunft ebenfalls eine starke Erklärungskraft. Jugendliche aus der oberen Schicht (59 %) sind wiederum am optimistischsten gestimmt, Jugendliche aus der unteren Schicht (42 %) dagegen deutlich seltener.
Trotz des steigenden politischen Interesses bleibt eine ausgeprägte Systemverdrossenheit gegenüber Parteien und Parlamenten bestehen. Nach wie vor unterdurchschnittlich ist das Vertrauen, das Parteien entgegengebracht wird (2,6 auf einer Skala von 1 bis 5 mit dem Mittelwert 3). Der Aussage „Politiker kümmern sich nicht darum, was Leute wie ich denken“ stimmen weiterhin 69 % der Jugendlichen zu (Altersgruppe 15 bis 25 Jahre).
Zugleich sehen die Jugendlichen, dass ihr Land in der Welt von heute eine wichtige Position einnimmt. 69 % finden, dass Deutschland ein bedeutsamer Akteur in der Welt sei. Doch dieses neue Gewicht verstehen sie nicht als Aufforderung, sich in die Konflikte der Welt allzu sehr einzumischen. Sie setzen zum einen auf die Qualität der Produkte, die das Land der Welt anbieten kann. Zum anderen glauben sie, dass Deutschland kulturell und sozial attraktiv ist und dadurch ein Vorbild für andere Länder der Welt sein kann. Von dieser positiven Grundstimmung her, die auch von vielen Migranten geteilt wird, bekunden viele Jugendliche Stolz auf Deutschland als Heimatland.
Auffällig ist die zeitgleich angewachsene Sorge in Bezug auf die internationale Politik. Mit 73 % benennen die Jugendlichen am häufigsten mögliche Terroranschläge als Risiko und Problembereich, der ihnen Angst macht. An die zweite Stelle gerückt ist mit 62 % die Angst vor einem möglichen Krieg in Europa. Vor Zuwanderung und Flüchtlingen haben die Jugendlichen wenig Angst, eher allerdings vor einem steigenden Fremdenhass.
Die Einstellungen rund um das Berufsleben bilden einen weiteren Schwerpunkt in der 17. Shell Jugendstudie. Ein gutes Fünftel der Jugendlichen (22 %), die bereits die Schule verlassen haben, blickt auf die Erfahrung zurück, dass sie aufgrund des fehlenden Schulabschlusses nicht ihren Wunschberuf ergreifen konnten. Bei den Erwartungen an die Berufstätigkeit dominiert das Bedürfnis nach Sicherheit, dicht gefolgt vom Wunsch nach persönlich sinnvoller Erfüllung.

### Jugend 2019: Eine Generation meldet sich zu Wort
Im Untertitel der 18. Shell-Jugendstudie „Eine Generation meldet sich zu Wort“ werden zentrale Aspekte der Untersuchung deutlich. Obwohl die „Fridays for Future“ –Bewegung zu Zeiten der Datenerhebung (Januar – März 2019) ihren Höhepunkt noch nicht erreicht hatte, zeigen sich hier bereits wichtige Tendenzen der gegenwärtigen jungen Generation.

#### Politik und Engagement
Ideen und Ansprüche an die Gestaltung der Zukunft werden von Jugendlichen vermehrt geäußert und eine politische Weichenstellung gefordert. Dies erweckt den Anschein, dass Jugendliche politischer werden. Im Vergleich zu 2015 ist das politische Interesse im Allgemeinen jedoch leicht rückläufig (2015: 43 %, 2019: 41 %). Lediglich das konkrete Engagement wird durch Beteiligungsformate wie z. B. Fridays for Future sichtbarer. So liegt das politische Engagement Jugendlicher nach eigenen Angaben seit langer Zeit zwischen 33 und 40 %. Je gehobener die Herkunft, desto höher der Anteil an Engagierten. Aktuell bewerten Jugendliche politisches Engagement wieder höher, was auch der großen Bedeutung zugeschrieben werden kann, die einer bewussten und achtsamen Lebensführung beigemessen wird.

#### Digitalisierung
Als seriöse Quellen für politische Informationen werden immer noch die Nachrichtenformate von ARD und ZDF sowie die Tageszeitungen benannt. Dennoch nutzen nur 23 % der Jugendlichen diese. Die Veränderungen, die die Digitalisierung mit sich bringt, werden deutlich: 20 % nutzen Nachrichtenwebsites und News-Portale. Jeweils 15 % greifen noch auf Radio und klassische Printmedien zurück. 14 % aller Jugendlicher nutzen Messenger Apps und 9 % YouTube zur Informationsbeschaffung.
Auch in der Freizeitgestaltung zeigen sich Auswirkungen der Digitalisierung. Nur noch 55 % der Jugendlichen ist es wichtig, sich mit Leuten zu treffen (Vergleich 2002: 62 %). Streaming von Videos nutzen 45 % der Jugendlichen als Freizeitgestaltung. Hingegen hat das Fernsehen an Bedeutung verloren (2015: 49 %, 2019: 33 %). Die soziale Herkunft wirkt sich auch in der Freizeitgestaltung aus. Jugendliche aus den unteren sozialen Schichten surfen und gamen häufiger und schauen mehr fern. Als Medium wird von 70 % der Jugendlichen das Smartphone genutzt – durchschnittlich verbringen sie 3,7 Stunden täglich im Internet.

#### Werteorientierung
Der Umweltschutz ist in der Werteorientierung Jugendlicher gestiegen. So liegt er mit 71 % sogar mehr Jugendlichen am Herzen als der eigene hohe Lebensstandard (63 %). 2002 haben den Bereich des Umweltschutzes lediglich 60 % der Jugendlichen als wichtigen Wert benannt. „Das ist ein ungewöhnlich hoher Bedeutungsanstieg“, urteilt das Autorenteam der Studie.
Drei von vier Jugendlichen nennen die Umweltverschmutzung als Herausforderung, vor der sie am meisten Respekt haben.
Des Weiteren bleiben Familie und Beziehungen für die eigene Lebensführung die zentralen Orientierungspunkte. Sie werden wichtiger bewertet als Eigenverantwortlichkeit und Unabhängigkeit. Über die Hälfte der Jugendlichen (58 %) blickt optimistisch in die Zukunft.

#### Religion und Kirche
69 % aller Jugendlichen finden es gut, dass es die Kirche als Institution gibt (75 % der katholischen Jugendlichen, 79 % der evangelischen Jugendlichen, 45 % der konfessionslosen Jugendlichen). Die Bedeutung des Glaubens für das persönliche Leben nimmt für jugendliche Mitglieder der christlichen Kirchen seit 20 Jahren kontinuierlich ab („An Gott glauben“ wichtig benennen 39 % der katholischen Jugendlichen und 24 % der evangelischen Jugendlichen). Hingegen hat der Glaube für 73 % der muslimischen Jugendlichen Relevanz.

#### Zwischen Weltoffenheit und Populismusaffinität
„Alles in allem wird Deutschland als sozial gerecht angesehen“ (59 %).
Die Mehrheit der Jugendlichen assoziiert die EU als Chance, Wohlstand, kulturelle Vielfalt und Frieden. In der Studie wird deutlich, dass die Mehrheit der Jugendlichen (57 %) es gut finden, dass in Deutschland viele Flüchtlinge aufgenommen wurden. Um die Jugendlichen in Bezug auf ihre populistische Einstellung einordnen zu können, wurden fünf Populismuskategorien gebildet. Diese sind die „Kosmopoliten“ (12 %), die „Weltoffenen“ (27 %), die „Nicht-eindeutig-Positionierten“ (28 %), die Populismus-Geneigten (24 %) und die „Nationalpopulisten“ (9 %).

## Publikationen
- Mathias Albert, Klaus Hurrelmann, Gudrun Quenzel: 18. Shell Jugendstudie. Jugend 2019. Beltz Verlag, Weinheim 2019, ISBN 978-3-407-83195-8.
- Mathias Albert, Klaus Hurrelmann, Gudrun Quenzel: 17. Shell Jugendstudie. Jugend 2015. Fischer Taschenbuch Verlag, Frankfurt/Main 2015, ISBN 978-3-596-03401-7.
- Mathias Albert, Klaus Hurrelmann, Gudrun Quenzel: 16. Shell Jugendstudie. Jugend 2010. Fischer Taschenbuch Verlag, Frankfurt/Main 2010, ISBN 978-3-596-18857-4.
- Klaus Hurrelmann, Mathias Albert: Jugend 2006. 15. Shell Jugendstudie: Eine pragmatische Generation unter Druck. Fischer, Frankfurt 2006, ISBN 978-3-596-17213-9
- Alle Studien bis 2002: 50 Jahre Shell Jugendstudie. Ullstein 2002, ISBN 978-3-548-36426-1.